# 11812 Dongqiao
11812 Dongqiao este o planetă minoră (asteroid), cu un diametru de 6,173 km, din centura de asteroizi. A fost descoperită pe 2 martie 1981 la Observatorul Siding Spring de Schelte J. Bus. 
Obiectul prezintă o orbită caracterizată de o semiaxă mare de 3,0497389 UAi, o excentricitate de 0,12, o înclinație de 9,20287 ° în raport cu ecliptica.